# Azeez Al-Shaair
Azeez Al-Shaair (4 agosto 1997) è un giocatore di football americano statunitense che milita nel ruolo di outside linebacker per gli Houston Texans della National Football League (NFL).

## Carriera

### San Francisco 49ers
Al-Shaair firmò con i San Francisco 49ers dopo non essere stato scelto nel Draft NFL 2019. Debuttò come professionista l'8 settembre contro i Tampa Bay Buccaneers, giocando esclusivamente negli special team e mettendo a segno 2 tackle. La sua prima stagione si chiuse con 18 tackle in 15 presenze, 4 delle quali come titolare.

### Tennessee Titans
Il 20 marzo 2023 Al-Shaair firmò con i Tennessee Titans. A fine stagione si classificò quinto nella NFL con 163 tackle.

### Houston Texans
Il 15 marzo 2024 Al-Shaair firmò un contratto triennale del valore di 34 milioni di dollari con gli Houston Texans. Nella settimana 13 fu espulso per un duro colpo irregolare sul quarterback dei Jacksonville Jaguars Trevor Lawrence che fu costretto a lasciare l'incontro. Due giorni dopo fu sospeso per tre partite per quel fallo.

## Palmarès
- National Football Conference Championship: 1

San Francisco 49ers: 2019